# 빨간 머리 여자
빨간 머리 여자(Red-Headed Woman)는 미국에서 제작된 잭 콘웨이 감독의 1932년 코미디, 멜로/로맨스 영화이다. 진 할로 등이 주연으로 출연하였고 앨버트 루인 등이 제작에 참여하였다.

## 출연

### 주연
- 진 할로
- 체스터 모리스

### 조연
- 루이스 스톤
- 라일라 하임스
- 유나 머클
- 헨리 스티븐슨
- 메이 롭슨
- 샤를 부아예
- 하비 클라크
- 헨리 아메타
- 시드니 브레이시
- 에드 브레이디
- 앨버트 콘티
- 레일런드 호지슨
- 에드먼드 모티머
- 에드거 노턴
- 세라 패든
- 리 펠프스
- 에디 필립스

## 제작진
- 의상: 에이드리안